# Lista do Património Cultural Imaterial da Humanidade no Paraguai

A Organização das Nações Unidas para a Educação, a Ciência e a Cultura (UNESCO) propôs um plano de proteção ao patrimônio cultural do mundo, através da Convenção sobre o Patrimônio Cultural Imaterial da Humanidade, cujo processo de implementação teve início em 1997 e foi oficializado em 2003. Esta é uma lista do Patrimônio Cultural Imaterial existente no Paraguai, especificamente classificada pela UNESCO visando catalogar e proteger manifestações da cultura humana no país. O Paraguai ratificou a convenção em 14 de setembro de 2006, tornando suas manifestações culturais elegíveis para inclusão na lista.
A manifestação cultural Práticas e conhecimentos tradicionais do tereré na cultura de pojhá ñaná foi a primeira manifestação do Paraguai incluída na lista do Patrimônio Cultural Imaterial da UNESCO por ocasião da 15.ª Sessão do Comitê Intergovernamental para a Proteção do Patrimônio Cultural Imaterial da Humanidade, realizada virtualmente em 2020. Desde então, esta é a única manifestação cultural do Paraguai classificada como Patrimônio Cultural Imaterial.

## Bens imateriais
O Paraguai conta atualmente com as seguintes manifestações declaradas como Patrimônio Cultural Imaterial pela UNESCO:
| | Práticas e conhecimentos tradicionais do tereré na cultura de Pohã Ñaná |
| Bem imaterial inscrito em 2020. |                                                                         |
| As práticas e conhecimentos tradicionais do tereré na cultura de Pohã Ñaná, bebida ancestral guarani no Paraguai, são difundidos no território paraguaio e envolvem uma variedade de portadores. Tereré é uma bebida tradicional preparada em jarra ou garrafa térmica, na qual água fria é misturada com Pohã Ñana triturada em um almofariz. É servido em um copo pré-cheio de erva-mate e chupado com uma bombilla (canudo de metal ou cana). O preparo do tereré é um ritual íntimo que envolve uma série de códigos pré-estabelecidos e cada erva Pohã Ñana traz benefícios à saúde ligados à sabedoria popular passada de geração em geração. As práticas tereré na cultura de Pohã Ñana são transmitidas nas famílias paraguaias desde aproximadamente o século XVI. O conhecimento tradicional sobre os atributos curativos das ervas medicinais que compõem a Pohã Ñana e seu uso correto também são transmitidos espontaneamente no seio da família. Nos últimos anos, o número de aprendizes aumentou, mas a transmissão familiar continua sendo o principal modo de transmissão. A prática do Terere na cultura de Pohã Ñana fomenta a coesão social, pois o tempo e o espaço dedicados ao preparo e consumo do tereré promovem a inclusão, a amizade, o diálogo, o respeito e a solidariedade. A prática também fortalece a valorização das novas gerações pelo rico patrimônio cultural e botânico de origem guarani. (UNESCO/BPI) |                                                                         |